# Rutkowice (województwo warmińsko-mazurskie)
Rutkowice (dawniej niem. Ruttkowitz) – wieś w Polsce położona w województwie warmińsko-mazurskim, w powiecie działdowskim, w gminie Płośnica. W latach 1975–1998 miejscowość położona była w województwie ciechanowskim.

## Historia
Pierwsza wzmianka o miejscowości pochodzi z roku 1497, kiedy to wielki mistrz krzyżacki Jan von Tieffen, potwierdza, że ówczesny wójt działdowski – Jerzy Bruchses (w innych źródłach Jerzy Truchses, 14932-1505) – sprzedał 40 włók na prawie chełmińskim w Rutkowicach czterem braciom (Jan, Piotr, Niemir, Wojtek i Paweł), którzy później przyjęli nazwisko Rutkowscy, herbu Pobóg. Nabywcy zobowiązani byli do jednej służby w zbroi. Była więc to wieś czynszowa, na prawie chełmińskim z obowiązkiem jednej służby zbrojnej na koniu (obowiązek wystawienia w czasie wojny jednego rycerza na koniu, w zbroi).
W połowie XVI w. w Rutkowicach mieszkali sami Polacy. W XVII w. wieś była w posiadaniu Goczewskich, a potem – Długokęckich.
Szkoła w Rutkowicach istniała już w XVIII wieku.